# Tony Salvatori
Antonio Luigi „Tony“ Salvatori (* 24. März 1935 in Wheeling (West Virginia)) ist ein ehemaliger US-amerikanischer Jazz- und Orchestermusiker (Posaune, Bassposaune, Arrangement).

## Leben und Wirken
Tony Salvatori erwarb den Bachelor of Music in Posaune und Musikpädagogik am Boston Conservatory; anschließend unterrichtete er zunächst an Schulen in Ohio und studierte dann Musik am Muskingum College, (während des Militärdienstes 1958–60 in Fort Dix, New Jersey) in der U.S. Army Band Training Unit und an der Berklee School of Music. Unterricht hatte er in dieser Zeit bei Douglas Haigwood, Joe Bennett, John Coffey, Joseph Oroscz, Davis Schuman und John Clark. An der Berklee School entstanden 1961 erste Aufnahmen, als er dem Studentenensemble unter Leitung von Herb Pomeroy angehörte (Jazz in the Classroom, Vol. VI, u. a. mit Dusko Goykovich, Gary Burton und Mike Nock). In den folgenden Jahren unterrichtete er an Schulen in New Jersey; daneben spielte er bei Ralph Marterie (Dancer's Choice, 1963) und mit dem Manhattan Brass Choir (mit den Solisten Clark Terry und Urbie Green, 1967). Von 1968 bis 1970 gehörte Salvatori der Hausband des New Yorker Nachtclubs Copacabana an.
Im Laufe seiner Karriere spielte er in einer Reihe von Theater-, Tanz- und Swingbands, so bei Buddy Morrow, Richard Maltby, Art Mooney, Ralph Flanagan, Jimmy Dorsey, Woody Herman, Duke Pearson, Chris Swanson, Kai Winding, Buddy Rich, Boots Mussuli und in der Dick Meldonian/Sonny Igoe Big Band. Des Weiteren betätigte er sich als Arrangeur und Orchesterleiter im Bereich sakraler Musik. Im Bereich des Jazz war er zwischen 1961 und 1997 an elf Aufnahmesessions beteiligt, zuletzt bei Don Scaletta (The Jazz Project Salutes Stan Kenton, Vol. 1). Salvatori unterrichtete zwischen 1977 und 1982 als Adjunct Professor Posaune an der Ramapo High School in Franklin Lakes (New Jersey) und am Jersey City State College in Jersey City.